# رودیگر کاف
رودیگر کاف (انگلیسی: Rüdiger Kauf؛ زادهٔ ۱ مارس ۱۹۷۵) بازیکن فوتبال سابق اهل آلمان است.
از باشگاه‌هایی که در آن بازی کرده‌است می‌توان به باشگاه فوتبال اشتوتگارت و باشگاه فوتبال آرمینیا بیله‌فلد اشاره کرد.